# بني مسلم (ذمار)
بني مسلم هي إحدى قرى الجمهورية اليمنية. تتبع جغرافيا لمحافظة ذمار وإداريًا لمديرية الحداء. يبلغ تعداد سكانها 1139 نسمة حسب الإحصاء الذي أجري عام 2004.